# Aşağıkaradere, Bahçe
Aşağıkaradere là một xã thuộc huyện Bahçe, tỉnh Osmaniye, Thổ Nhĩ Kỳ. Dân số thời điểm năm 2010 là 305 người.